# Bonsai
Bonsai u doslovnom prijevodu znači stabalce u posudi. Za njegovo oblikovanje i uzgoj je potrebno mnogo više od same hortikulturne vještine, a velik je naglasak na umjetničkim sklonostima samog uzgajivača. Osnovni princip je uzgojiti minijaturno stabalce koje ima sve karakteristike te biljne vrste u "normalnoj" veličini u prirodi.

## Razvoj bonsaija i dolazak na Zapad
Ljudi uzgajaju biljke u posudama tisućama godina (začine, ljekovito bilje, te bilje za ukras), zbog ljepote cvijeta ili listova. Ali u Kini je, u doba Han dinastije (oko 200.g. prije Krista) stvoren novi koncept - kreiranje minijaturnih prirodnih pejzaža u posudama, zvanih penjing. Jedna od mnogih legendi govori kako je debeli car smatrao putovanje zamornim, pa je naredio da se minijaturna kopija njegova carstva sagradi u dvorištu palače, kako bi s prozora spavaće sobe, mogao vidjeti cijeli svoj posjed. Želeći sačuvati njegovu jedinstvenost, bilo je naređeno ako netko drugi pokuša napraviti nešto slično, da bude ubijen kao izdajnik. Bila ona istinita ili ne, jedno je sigurno, posjedovanje minijaturnih pejzaža bilo je statusni simbol.
Najstariji pisani dokument o bonsaima pronađen je u grobnici princa Zhang Huai-a, koji je umro 706. g. za vrijeme dinastije Tang. Dvije zidne slike u grobnici prikazuju sluge koje nose minijaturni pejzaž s kamenjem i biljkama u posudi lotosovog oblika. Penjing je bio iznimno cijenjen tijekom dinastije Song (960. – 1279. g.), kada se je razvijao prema sofisticiranijem umjetničkom obliku.
Tada počinje i uzgajanje pojedinačnog stabla u bonsai posudi. Ti prvi primjerci imali su debla izrezbarena tako da nalikuju na zmajeve i druge životinje. Zvali su se pun-sai.
Kroz 11. i 12. stoljeće Kina je izvršila znatan kulturni utjecaj na okolne zemlje, posebno Japan, preko umjetnosti i filozofije. Za prenošenje bonsaija u Japan i širenje među japanskom aristokracijom, samurajima, najzaslužniji su Zen redovnici. Za njih je bonsai bio religiozni objekt "zelene stepenice koje vode na Nebo", odnosno spona između ljudi i boga. U centru uzgajanja bonsaija je uspostavljanje ravnoteže između čovjeka i prirode. Uzgajivač se posvećuje bonsaima, njeguje u sebi kreativnost, te svake godine ispočetka proživljava kroz njih ritam izmjene godišnjih doba. Sam uzgoj zahtjeva mnogo njege i pozornosti, ali kao nagradu donosi mirnoću uma, osjećaj osvježenja i unutrašnju smirenost.
Tek u Muromachi eri u 14. stoljeću bonsai se popularizira i zajedno s origamijem, ikebanom, suisekima i čajnom ceremonijom (Chado), postaje dio Japanske kulture. U 18.st. bonsai je na svom vrhuncu i veoma je cijenjen. Pojedine tehnike su se ritualizirale, a smještaj grana i debla određen je strogim pravilima.
Iz Japana bonsai se proširio na zapad krajem 19. sttoljeća Izložbe bonsaija održane su u Parizu 1878., 1889., 1900., dok je prva velika održana u Londonu 1909.g. Bonsai danas nije samo privilegij više klase. Pretvorio se je u poznatu i priznatu hortikulturnu umjetnost širom svijeta.

## Načini uzgoja
Bonsai se može uzgojiti na više načina:
- iz sjemena
- iz margote ili zakorjenice
- preoblikovanjem lončanice iz rasadnika
- vađenjem pogodnog primjerka iz prirode

Svaki od ovih načina ima prednosti i mane, a sam uzgajivač će odabrati onaj koji mu najviše odgovara.
Uzgajanje iz sjemenke je svakako najdugotrajniji način. Prvi rezultati se vide tek nakon 10-ak godina. Važno je naglasiti da nije svako maleno stabalce u plitkoj posudi bonsai. Malena i mlada stabalca nisu bonsai, bonsai su patuljasata starija stabalca.
Margotiranje je metoda ožiljavanja dijela grane, koje se onda odvaja od stabla i dalje se uzgaja kao zasebna biljka.
U rasadniku možete kupiti pogodnu biljku i orezivanjem je preoblikovati i nastaviti uzgajati kao bonsai. Idealno za početnike.
Vađenje iz prirode je tehnika koja se ne preporuča početnicima. U prirodi treba pronaći pogodan primjerak (najbolje već zakržljali primjerak zbog teških životnih uvjeta) i pažljivo ga izvaditi.

## Vanjske poveznice

### Nahrvatskom
- Hrvatski bonsai klub  Arhivirana inačica izvorne stranice od 27. svibnja 2009. (Wayback Machine)
- Dalmatinski bonsai klub  Arhivirana inačica izvorne stranice od 23. prosinca 2007. (Wayback Machine)
- Bonsai udruga "Zen"